# Roca de l'Àguila
La Roca de l'Àguila és una muntanya de 1058 metres que es troba al municipi de Vimbodí i Poblet, a la comarca de la Conca de Barberà.